# 福布斯嶺
80°9′S 157°30′E / 80.150°S 157.500°E
福布斯嶺（英語：Forbes Ridge）是南極洲的山嶺，位於奧次地，屬於不列顛嶺的一部分，長13公里，流經欣頓冰川東岸的麥克林托克山，現時由南極條約體系管理。